# Charlot prehistórico
Charlot prehistórico (título original: His Prehistoric Past) es una película estadounidense con dirección y actuación de Charles Chaplin, estrenada el 7 de diciembre de 1914.

## Sinopsis
La historia está ambientada en la Edad de Piedra. El rey Low-Brow tiene un harén. Weak-Chin (Chaplin) llega al lugar (donde cada hombre tiene un millar de esposas) y se enamora de la esposa favorita del rey. Charlot pelea con el rey y lo arroja por un acantilado. Como se presume que ha muerto, Charlot se corona rey y comienza a disfrutar de su favorita con todo el harén a sus pies. Sin embargo, el rey permanece vivo y con ayuda de un traidor regresa para golpear a Weakchin en la cabeza con una piedra. En realidad se trata sólo de un sueño que termina cuando un policía golpea a Charlot en la cabeza con la porra porque estaba durmiendo en el parque.

## Reparto
Los siguientes actores integran el reparto:
- Charles Chaplin: Weak-Chin.[7]
- Mack Swain: el rey Low-Brow.[6]
- Helen Carruthers:[11] la reina.
- Gene Marsh:[2] otra favorita del rey.
- Fritz Schade:[3] Ku Ku o Cleo, el curandero.
- Cecile Arnold: una mujer de las cavernas.
- Al St. John: un hombre de las cavernas.

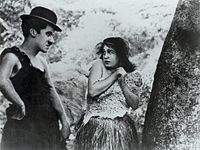
Ch. Chaplin y Helen Carruthers en un fotograma de la película.

- Sydney Chaplin: el guardia.

## Comentarios
Es la última película de la serie Keystone y la primera vez que se emplea un sueño en las aventuras de Charlot. El retorno a la realidad deja al héroe sin ilusión, débil y miserable.